# Čimislav
Čimislav (latinsky Cimusclo) (? - 839?) byl vůdce lužickosrbského kmene Kolediců v první polovině 9. století. Patřil k jednomu z nejmocnějších lužických vládců, který podle dochovaných zdrojů vlastnil kromě župního hradu ještě dalších 11 hradíšť.
Annales Bertiniani uvádí, že Sasové v roce 839 vedli válečné tažení proti Gliňanům, kmeni bodrckému. V tomtéž roce Sasové vedli válečné tažení i proti Velétům a srbským Koledům, kteří byli poražení u hradiště Kesigesburg (dnešní Colditz, Köthen či Zörbig). V bitvě u Kesigesburgu padl i Čimislav vůdce Kolediců. Ještě během tohoto tažení si Koledici zvolili nového vůdce, který uzavřel s Východofránskou říší a jejím králem Ludvíkem I. Pobožným mír, čímž pro Lužické Srby zajistil ochranu před vpády jiných kmenů. V roce 843 byla ve Verdunu uzavřena Verdunská smlouva, podle niž připadla východní část Franské říše definitivně Ludvíku Němci synovi Ludvíka Pobožného, který se smlouvou získal i moc a touhu k podmanění si území Slovanů na východě. Pro Lužické Srby i další slovanské kmeny skončilo v roce 843 krátké období míru a nastaly další boje o nezávislost.